# جيريمي ويلكين
جيريمي ويلكين (بالإنجليزية: Jeremy Wilkin)‏ هو ممثل بريطاني، ولد في 6 يونيو 1930 في Byfleet ‏ في المملكة المتحدة، وتوفي في 19 ديسمبر 2017.

## أعمال

### أفلام
- (1968) طائر الرعد 6

### مسلسلات
- كابتن سكارليت و ذا ميسترونس

## وصلات خارجية
- جيريمي ويلكين على موقع IMDb (الإنجليزية)
- جيريمي ويلكين على موقع قاعدة بيانات برودواي على الإنترنت (الإنجليزية)
- جيريمي ويلكين على موقع قاعدة بيانات الفيلم (الإنجليزية)